# Uricani (okręg Jassy)
Uricani – wieś w Rumunii, w okręgu Jassy, w gminie Miroslava. W 2011 roku liczyła 787 mieszkańców.